# Шантави рисунки
„Шантави рисунки“ (на английски: Looney Tunes) е американска анимационна комедийна поредица от кратки филми, продуцирани от Warner Bros., излъчвани в много кино салони от 1930 г. до 1969 г., заедно с предшественика си „Весели мелодии“ (Merrie Melodies), по времето на Златния век на американската анимация. „Шантави рисунки“ представя известни герои като Бъгс Бъни, Дафи Дък, Порки Пиг, Елмър Фъд, Силвестър и Туити, Марвин Mарсианеца, Таз, Бързоходеца и Уили Койота, Фогхорн Легхорн, Йосемити Сам, Пепе Льо Пю, Спийди Гонзалес и много други анимационни герои. След като Бъгс Бъни се превръща в пробивна повтаряща се звезда на „Весели мелодии“, а „Шантави рисунки“ се оцветява в началото на 40-те години, двете серии постепенно губят своите отличия и късометражните филми се присвояват на всяка серия по-произволно.
Името на „Шантави рисунки“ беше вдъхновено от музикалната поредица „Глупава симфония“ (Silly Symphonies) на Уолт Дисни. Първоначално те демонстрираха музикални композиции, чиито права бяха притежавани от интересите на Warner за издателство на музиката чрез приключенията на анимационни герои като Боско и след загубата му, и Бъди. Анимационното студио обаче придоби по-висок профил след добавянето на режисьорите Текс Ейвъри и Чък Джоунс и актьора Мел Бланк. От 1942 до 1964 г. „Шантави рисунки“ и „Весели мелодии“ са най-популярните анимационни късометражни филми в киносалоните.
Оттогава „Шантави рисунки“ се превърна в световен медиен франчайз, като породи няколко телевизионни сериали, пълнометражни филми, комикси, музикални албуми, видео игри и развлечения в увеселителния парк, както и като водеща поредица на Warner Bros. Много от героите са се появявали и продължават да правят епизодични участия в много други телевизионни предавания, филми и реклами. Най-известният герой на „Шантави рисунки“, Бъгс Бъни, се смята за културна икона и има звезда на холивудската Алея на славата. Много филми за Шантави рисунки и Весели мелодии се нареждат сред най-великите анимационни карикатури на всички времена (напр. „Ловната трилогия“ (Rabbit Fire, Rabbit Seasoning и Duck! Rabbit, Duck!), Duck Amuck, One Froggy Evening и What's Opera, Doc?) и пет (Tweetie Pie, Speedy Gonzales, Birds Anonymous, Knighty Knight Bugs и For Scent-imental Reasons) са спечелили награди на Академията.

## История
В самото начало „Шантави рисунки“ и „Весели мелодии“ изтеглиха своите сюжетни линии от огромната музикална библиотека на Warner. Между 1934 и 1943 г. „Весели мелодии“ се произвеждат в цвят, а „Шантави рисунки“ в черно и бяло. След 1943 г. и двете поредици са произведени в цвят и стават практически неразличими, варирайки само в началната си музикална тема и заглавия. И в двете поредици са използвани различните анимационни герои на Warner Bros. До 1937 г. тематичната музика за „Шантави рисунки“ е The Merry-Go-Round Broke Down от Клиф Френд и Дейв Франклин, а тематичната музика за „Весели мелодии“ е адаптация на Merlly We Roll Along от Чарлс Тобиас, Мъри Менчър и Еди Кантор.

### 1930 – 1933: Ерата на Харман и Изинг
През 1929 г., за да се състезава срещу късометражни анимационни филми „Мики Маус“ на Уолт Дисни, Warner Bros. се интересува от разработването на поредица от анимационни късометражни филми за популяризиране на тяхната музика. Те бяха закупили Brunswick Records заедно с четири издатели на музика за 28 милиона щатски долара (еквивалентни на 429 милиона долара през 2021 г.) и бяха нетърпеливи да популяризират този материал за продажбите на нотни и фонографски плочи. Уорнър сключи сделка с Леон Шлезингер за продуциране на карикатури за тях. Шлезингер наема Рудолф Изинг и Хю Харман да продуцират първата серия карикатури. Шлезингер е впечатлен от пилотния анимационен филм на Харман и Изинг от 1929 г., Bosko, The Talk-Ink Kid. Първият късометражен филм на „Шантави рисунки“ е Sinkin 'in the Bathtub с участието на Боско, който излезе през 1930 г.

### 1933 – 1936: Leon Schlesinger Productions
Когато Харман и Изинг напускат Warner Bros. през 1933 г. заради спор за бюджета със Шлезингер, те вземат със себе си всички права на създадените от тях герои и карикатури. Нов герой, наречен Бъди, стана единствената звезда от поредицата „Шантави рисунки“ за няколко години.
Нови режисьори, включително Текс Ейвъри, Фриз Фреленг и Боб Клампет, бяха привлечени или повишени да работят с аниматори в студиото Шлезингер, като звеното на Ейвъри се помещава в бунгало, което аниматорите наричат „Термитна тераса“ (Termite Terrace). През 1935 г. дебютираха първата голяма звезда на „Шантави рисунки“, Порки Пиг, заедно с котката Бийнс (Beans the Cat) в анимационния филм на „Весели мелодии“ – „Аз не съм имал шапка“ (Haven't Got a Hat), режисиран от Фриц Фреленг. Бийнс беше звездата на следващия анимационен филм на Порки и Бийнс – Gold Diggers of '49, но именно Порки се появи като звездата вместо Бийнс. Персонажите от I Haven't Got a Hat, като Oliver Owl и кучетата близнаци Ham and Ex, също получиха извадка от късометражни филми, но Бийнс и Порки се оказаха много по-популярни. По-късно Бийнс беше премахнат постепенно, когато популярността му спадна, оставяйки Порки като единствената звезда в студиото на Шлезингер.

### 1936 – 1944: Още звездни герои и преминаване към цвят
Последваха дебютите на други запомнящи се звезди на „Шантави рисунки“: Дафи Дък в „Патешкия лов на Порки“ (Porky's Duck Hunt) през 1937 г., Елмър Фъд в късометражния филм на „Весели мелодии“ – „Скритата камера на Елмър“ (Elmer's Candid Camera) през 1940 г. и Бъгс Бъни в късометражния филм на „Весели мелодии“ – „Дивият заек“ (A Wild Hare) в същата година.
Първоначално Бъгс участва в цветните късометражни филми на „Весели мелодии“ след успеха на „Дивият заек“ (A Wild Hare) от 1940-те и официално се присъединява към поредицата „Шантави рисунки“ с излизането на Buckaroo Bugs през 1944 г. Шлезингер започва постепенно да произвежда цветните „Шантави рисунки“ с анимационния филм от 1942 г. The Hep Cat. Последният черно-бял късометражен филм на „Шантави рисунки“ беше Puss n 'Booty през 1943 г., режисиран от Франк Ташлин. Вдъхновението за смяната беше решението на Warner да пусне отново само цветните анимации от поредицата Blue Ribbon Classics на „Весели мелодии“. Бъгс се появява епизодично през 1942 г. в анимационния филм на Ейвъри и Клампет – „Лудия круиз“ (Crazy Cruise), а също и в края на анимационния филм на Франк Ташлин Porky Pig's Feat през 1944 г., който бележи единствената официална поява на Бъгс в черно-белите филми на „Шантави рисунки“. Шлезингер продава интереса си към анимационното студио през 1944 г. на Warner Bros., и след пенсионирането си, той почина пет години по-късно.

### 1944 – 1964: Златен век
Създадени са по-популярни герои на „Шантави рисунки“ (повечето от които за първи път се появяват в анимациите на Весели мелодии) като Туити, който дебютира през 1942 г. в „Приказка за две котки“ (Tale of Two Kitties), Силвестър дебютира през 1945 г. в „Живот с пера“ (Life with Feathers), Йосемити Сам дебютира през 1945 г. в Hare Trigger, Пепе ле Пю дебютира през 1945 г. в Odor-able Kitty, Фогхорн Легхорн дебютира през 1946 г. в Walky Talky Hawky, Марвин Марсианеца дебютира през 1948] г. в Haredevil Hare, Уили Койота и Бързоходеца дебютират през 1949 г. в „Бързия и яростния“ (Fast и Furry-ous), Баба дебютира през 1950 г. в Canary Row, Спийди Гонзалес дебютира през 1953 г. в „Котешки опашки за двама“ (Cat Tails for Two), Вещицата Хейзъл дебютира през 1954 г. в „Омагьосаният заек“ (Bewitched Bunny) и Тасманийският дявол дебютира през 1954 г. в „Дяволски неприятности“ (Devil May Hare).

### 1964 – 1969: Ерата на DePatie – Freleng и Seven Arts
През средата на края на 60-те години късометражните филми са продуцирани от DePatie – Freleng Enterprises (и Format Productions) през 1964 до 1967 г. и Warner Bros.-Seven Arts през 1967 до 1969 г., след като Warner Bros. затваря анимационното си студио. Късометражните филми от тази епоха могат да бъдат идентифицирани по различната им заглавна последователност, включваща стилизирана ограничена анимация и графики на черен фон и нов аранжимент, от Уилям Лава, на The Merry-Go-Round Broken Down. Промяната в уводните заглавни карти вероятно може да отразява превключването в анимационния стил на самите късометражни филми.
През 1967 г. Warner Bros.-Seven Arts възлага на анимационното студио в Южна Корея да прерисуват 79 черно-бели филми на „Шантави рисунки“, произведени от 1935 до 1943 г. в цвят, за да бъдат излъчвани на телевизионните станции.
Оригиналните театрални епизоди на „Шантави рисунки“ се провежда от 1930 до 1969 г. (последният късометражен филм е Bugged by a Bee от Робърт Маккимсън).

### 1970 – 1999: Синдикация и връщане към телевизията и киното
Популярността на поредицата „Шантави рисунки“ беше засилена още повече, когато късометражните филми започнаха да се излъчват по мрежата и синдикираната телевизия през 50-те години, под различни заглавия и формати. Късометражните филми на „Шантави рисунки“ обаче бяха редактирани, премахвайки сцени на насилие (особено самоубийствени гафове и сцени на персонажи, изпълняващи опасни каскади, които впечатлителните зрители лесно биха могли да имитират), расови и етнически карикатури (включително стереотипни изображения на афро-американци, мексиканци, евреи, местни Американци, азиатци и германци като нацисти) и съмнителни пороци (като пушене на цигари, поглъщане на хапчета и пиене на алкохол).
Театралните анимирани късометражни филми изпадат до 1987 г., когато са направени нови късометражни филми, за да представят „Шантави рисунки“ пред ново поколение публика. Оттогава се произвеждат и пускат нови късометражни филми спорадично за кината, обикновено като промоционални връзки с различни семейни филми, продуцирани от Warner Bros. Докато много от тях са пуснати в ограничени издания театрално за разглеждане на наградата „Оскар“, само малцина са получили театрални издания с филми.
През 70-те до началото на 90-те години бяха произведени няколко компилации на игрални филми и телевизионни промоции, основно съсредоточени върху Бъгс Бъни или Дафи Дък, със смесица от нови и стари кадри. През 1976 г. героите на „Шантави рисунки“ си проправят път в развлекателния бизнес, когато стават талисмани за двата тематични парка на Marriott's Great America (Gurnee и Santa Clara). След като паркът Гърни беше продаден на Six Flags, те също така поискаха правата за използване на героите в другите паркове на Six Flags, което те продължават да правят. През 1988 г. няколко герои на „Шантави рисунки“ се появяват в епизодични роли във филма на Дисни – „Кой натопи заека Роджър“ (Who Framed Roger Rabbit). По-забележителните малки роли включваха Бъгс, Дафи, Порки, Туити и Йосемити Сам. Това е единственото време, в което героите на „Шантави рисунки“ споделят екранно време със своите съперници в Дисни (продуцентите на филма) – особено в сцените, в които Бъгс и Мики Маус скачат с парашут, и когато Дафи и Доналд Дък изпълняват своите Dueling Pianos в сцената.
Nickelodeon излъчи всички неофициални анимации в предаване, наречено „Шантави рисунки на Никелодеон“ (Looney Tunes on Nickelodeon), между 1988 и 1999 г. През януари 1999 г. беше разкрито, че анимациите, показани на Nickelodeon, ще се преместят в Cartoon Network през есента на тази година. Към днешна дата „Шантави рисунки на Никелодеон“ (Looney Tunes on Nickelodeon) е най-дълго излъчваният анимационен сериал в мрежата, който не е бил Nicktoon. През 1996 г. филмът „Космически забивки“ (Space Jam), смесващ анимация и екшън на живо, беше пуснат в кината с участието на Бъгс Бъни и баскетболиста Майкъл Джордан. Въпреки смесения критичен прием, филмът постигна голям касов успех, спечелвайки близо 100 милиона долара само в САЩ, почти ставайки първият анимационен филм извън Дисни, постигнал този подвиг. За период от две години това беше най-печелившият анимационен филм, който не е на Дисни. Филмът също така представи героинята Лола Бъни, който впоследствие се превърна в друг повтарящ се член на актьорския състав на „Шантави рисунки“, обикновено като любовна тръпка към Бъгс.
През 1997 г. Бъгс Бъни беше представен на американска пощенска марка от 32 цента; първият от петте издадени тематични печати на Looney Tunes.
Looney Tunes също постигнаха успех в областта на телевизията през тази ера, с участия в няколко първоначално продуцирани сериала, включително „Тазмания“ (Taz-Mania) през 1991 г., с участието на Таз и „Загадките на Силвестър и Туити“ (The Sylvester & Tweety Mysteries) през 1995 г., с участието на Силвестър, Туити и Бабата). Бандата също прави чести малки роли в спиноф сериала „Приключенията на дребосъците“ (Tiny Toon Adventures) през 1990 г., от изпълнителния продуцент Стивън Спилбърг, където играят учители и ментори до по-младо поколение анимационни герои (Плъки Дък (Plucky Duck), Хамптън Дж. Пиг (Hamton J. Pig), Бабс и Бъстър Бъни (Babs и Buster Bunny) и др.), плюс случайни малки роли в по-късните шоута на Warner – „Аниманиаци“ (Animaniacs) (също от Спилбърг) и „Истерия!“ (Histeria!) през 1998 г. до 2000 г..

### 2000–настояще
През март 2000 г. беше разкрито, че цялата библиотека на „Шантави рисунки“ и „Весели мелодии“ ще бъде изключителна за Cartoon Network от есента на тази година. По това време късометражните филми на „Шантави рисунки“ все още се излъчваха по ABC като част от „Шоуто на Бъгс Бъни и Туити“ (The Bugs Bunny and Tweety Show) и решението доведе до отмяна на шоуто. Това решение ще остане в сила над 20 години, докато MeTV не започне да излъчва класическите анимации на Warner Bros. (заедно с MGM и библиотеката на Парамаунт) през януари 2021 г. През 2003 г. излиза друг пълнометражен филм, този път в опит да възвърне духа на оригиналните късометражни филми: игрално-анимационния филм „Шантави рисунки: Отново в действие“ (Looney Tunes: Back in Action). Въпреки че филмът не е имал финансов успех, той е посрещнат със смесени и положителни отзиви от филмовите критици и е аргументиран от историците на анимацията и феновете като най-добрата оригинална игрална роля на анимационните герои. През 2006 г. Warner Home Video пусна нов и коледно-тематичен филм на „Шантави рисунки“ директно към видео, наречен „Шантава Коледа“ (Bah, Humduck! A Looney Tunes Christmas), пародия на „Коледна песен“ на Чарлз Дикенс. Други телевизионни сериали на „Шантави рисунки“, направени по това време, са „Малките шантави рисунки“ (Baby Looney Tunes) през 2002 – 2005 г., „Дък Доджърс“ (Duck Dodgers) през 2003 – 2005 г. и „Луди за връзване“ (Loonatics Unleashed) през 2005 – 2007 г.
На 22 октомври 2007 г. анимациите на „Шантави рисунки“ и „Весели мелодии“ стават достъпни за първи път във висока разделителна способност чрез услугата Xbox Live на Microsoft, включително някои на испански език. От 29 февруари до 18 май 2008 г. много артефакти на „Шантави рисунки“, включително оригинални анимационни цели и концептуални рисунки, бяха изложени в Института за американско изкуство „Бътлър“ в Йънгстаун, Охайо, точно до кампуса на държавния университет в Йънгстаун, близо до мястото на Уорнър, където живяха рано в живота.
По време на Cartoon Network за 2009 г. беше обявен сериалът „Шоуто на Шантавите рисунки“ (The Looney Tunes Show). След няколко забавяния премиерата на сериала е на 3 май 2011 г. Продуциран от Warner Bros. Animation, сериалът се съсредоточава върху Бъгс и Дафи, когато напускат гората и се преместват в предградията с „цветни съседи“, включително Силвестър, Туити, Баба, Йосемити Сам и др. Сериалът представи героинята Тина Русо, женска патица, която става приятелка на Дафи. Шоуто включва и 2-минутни музикални видеоклипове, озаглавени с уважение „Весели мелодии“ Merrie Melodies (като почит към сестринските късометражни филми на „Шантави рисунки“), в които участват героите, пеещи оригинални песни, както и компютърните анимационни късометражни епизоди с участието на Уили Койота и Бързоходеца (които бяха премахнати след първия сезон). Поредицата беше отменена след втория си сезон.
Също така Уили Койота и Бързоходеца се завърнаха на големия екран в поредица от триизмерни късометражни филми, предшестващи избраните филми на Warner Bros. Имаше шест в произведенията, започнали с първия късометражен филм Coyote Falls, предшестващ филма „Котки и кучета: Отмъщението на Кити“ (Cats & Dogs: The Revenge of Kitty Galore), който излезе на 30 юли 2010 г. На 24 септември 2010 г. „Козина от летене“ (Fur of Flying) предшества филма, „Легенда за пазителите“ (Legend of the Guardians: The Owls of Ga'Hoole), а на 17 декември 2010 г. Rabid Rider предшества филма „Мечето Йоги“ (Yogi Bear). На 8 юни 2011 г. Warner Bros. Animation обяви, че ще има още компютърно анимирани късометражни филми на „Шантави рисунки“, първият филм е озаглавен „Рапсодията на Дафи“ (Daffy's Rhapsody) с Дафи Дък и Елмър Фъд, следващият е I Tawt I Taw a Puddy Tat със Силвестър, Туити и Баба. „Рапсодията на Дафи“ трябваше да предшества филма „Весели крачета 2“ (Happy Feet Two), докато студиото реши да направи премиерата на I Tawt I Taw a Puddy Tat вместо това. Вместо това премиерата на „Рапсодията на Дафи“ беше през 2012 г., предшестваща „Пътуване до тайнствения остров“ (Journey 2: The Mysterious Island). И петте късометражни филми са режисирани от Матю О'Калаган.
През 2012 г. бяха направени няколко съобщения за филм за рестартиране на „Шантави рисунки“, озаглавен Acme, в процес на разработка. Бившият член на актьорския състав на Saturday Night Live – Джени Слейт е бил на борда като сценарист за новия филм. Джефри Клифърд, продуцентът на „Хари Потър“ – Дейвид Хейман и сценаристите на „Тъмни сенки“ (Dark Shadows) – Дейвид Катценберг и Сет Греъм-Смит бяха планирани да продуцират филма. На 27 август 2014 г. сценаристите Ашли Милър и Зак Стентц са наети за сценария на филма, режисьорите Глен Фикара и Джон Рекуа са били в преговори за режисиране на филма, докато се говори, че актьорът Стив Карел участва в главната роля. Въпреки това, филмът все още не е влязъл в производство.
На авангардната мрежа на Cartoon Network за 2014 г. беше обявена друга поредица, озаглавена „Бъгс!“ (Wabbit: A Looney Tunes Production), който по-късно е озаглавен като „Новите шантави рисунки“ (New Looney Tunes). С участието на Бъгс Бъни, сериалът е премиерата както на Cartoon Network, така и на сестринския му канал Boomerang през есента на 2015 г. Сериалът има необичайно бавно пускане, след като се премести в услугата за стрийминг Boomerang през 2017 г. и в крайна сметка беше спрян на 30 януари 2020 г.
На 11 юни 2018 г. Warner Bros. Animation обяви друга поредица, озаглавена Looney Tunes Cartoons. Премиерата му бе на 27 май 2020 г. в услугата за стрийминг HBO Max. Първият му сезон включва „1000 минути нови анимационни филми от една до шест минути с участието на героите на марката“, изразени от настоящите им гласови актьори в „прости, задвижвани от геги и визуално живи истории“, които се представят от множество артисти, използващи „визуален стил, който ще резонира с феновете“, като най-забележително има стил, напомнящ на стиловете на Текс Ейвъри, Боб Клъмпет, Чък Джоунс, Фриц Фреленг и Робърт Маккмисън. Според изпълнителния продуцент Питър Браунгардт: „Ние не правим оръжия, но можем да правим насилие върху карикатурите – TNT, нещата от Acme. Всичко това беше някак си внушено.“ Сам Реджистър, президентът на Warner Bros. Animation служи и като един от съизпълнителните продуценти на сериала.
На 11 февруари 2021 г. беше обявено, че се разработват две нови серии: „Строителите на Бъгс Бъни“ (Bugs Bunny Builders) и „Мистериите на Туити“ (Tweety Mysteries). „Строителите на Бъгс Бъни“ (Bugs Bunny Builders) ще се излъчи по Cartoon Network като част от Cartoonito и HBO Max, „Мистериите на Туити“ (Tweety Mysteries) ще се излъчи и в Cartoon Network. „Строителите на Бъгс Бъни“ (Bugs Bunny Builders) Bugs Bunny Builders ще бъдат насочени към предучилищна възраст; докато „Мистериите на Туити“ (Tweety Mysteries) е хибрид с анимация и екшън на живо.
На 16 юли 2021 г. продължението на „Космически забивки“, озаглавен „Космически забивки: Нови легенди“ (Space Jam: A New Legacy) е пуснат на екран и по HBO Max.

### Домашна употреба
През 80-те години шортите получиха издания на VHS, като късометражните филми преди август 1948 г. бяха пуснати от MGM/UA Home Video и късометражните филми след юли 1948 г. са издадени от Warner Home Video. През 2003 г. Warner Home Video започва да пуска избрани късометражните филми на DVD, насочени към колекционери, в комплекти от четири диска, известни като „Златната колекция на Шантави рисунки“ (Looney Tunes Golden Collection) Това продължава до 2008 г., когато излиза последният том на „Златната колекция“. След това през 2010 г. до 2013 г. компанията пусна DVD-та на Looney Tunes Super Stars. Има многобройни оплаквания по отношение на изданията на Super Stars, особено първите две, тъй като късометражните филми след 1953 г. са в широкоекранен формат 16:9. Последното DVD от поредицата Super Stars беше Sylvester and Hippety Hopper: Marsupial Mayhem, издаден на 23 април 2013 г. През 2010 г. и 2011 г. бяха издадени DVD-тата The Essential Bugs Bunny и The Essential Daffy Duck. През 2011 г. късометражните филми бяха пуснати за първи път на Blu-ray Disc със серията „Цялата колекция на Шантави рисунки“ (Looney Tunes Platinum Collection). На 19 септември 2017 г. Warner Archive Collection на Warner Home Video пусна DVD-комплекта Porky Pig 101 с пет диска.

## Лицензиране и собственост
През 1933 г. Харман и Изинг си тръгват, като вземат със себе си правата върху героите на Боско. Уорнър обаче запазва правата върху анимациите и марките „Шантави рисунки“ и „Весели мелодии“, оставяйки бившия си продуцент Леон Шлезингер да създаде свое собствено студио на Warner Bros. и да продължи поредицата „Шантави рисунки“. Със запазените си права на Боско, Харман и Изинг започват да правят анимации в Metro-Goldwyn-Mayer през 1934 г., докато не са уволнени през 1937 г. поради липса на успех. MGM продължи да създава свое собствено студио за създаване на анимации на MGM. В крайна сметка Time Warner придобива героите на Боско от именията на Харман и Изинг. Междувременно студиото Шлезингер продължава да прави популярни карикатури до 1944 г., когато Шлезингер продава студиото си на Warner Bros. Оттогава Warner Bros. притежава всички права върху всички герои след 1933 г., създадени от Leon Schlesinger Productions и Warner Bros. Cartoons. Правата на отделни анимации обаче са в други ръце.
През 1955 г. Warner Bros. продава правата за телевизионно разпространение на 191 от своите анимационни филми (които включват черно-белите филми „Шантави рисунки“ и черно-белите филми на „Весели мелодии“, направени след напускането на Харман и Изинг) на Guild Films. Авторските права върху тези анимации са възложени на Sunset Productions, юридическо лице, собственост на Warner Bros. Анимационните филми се разпространяваха от Guild Films, докато не фалираха и не бяха купени от Seven Arts. Seven Arts купи WB през 1970 г. и WB си върна правата за телевизионно разпространение на черно-белите анимации.
През 1956 г. Associated Artists Productions (a.a.p.) придобива права за телевизионно разпространение на по-голямата част от библиотеката на Warner Bros от преди 1950 г., включително всички мелодии на „Весели мелодии“ (с изключение на тези, продадени на Guild and Lady, Play Your Mandolin!) и цветните късометражни филми на „Шантави рисунки“, издадени преди август 1948 г. За разлика от предишния телевизионен пакет, заглавията на Warner са запазени непокътнати и заглавието „Associated Artists Productions представя“ (Associated Artists Productions представя) е поставено начело на всяка макара (в резултат на това всяка анимация на „Весели мелодии“ пусна песента Merrily We Roll Along два пъти). Две години по-късно, United Artists закупиха a.a.p. (който също така е купил филмите на „Попай“ на Paramount), който обединява компанията в нейното телевизионно подразделение, United Artists Television. През 1981 г. UA е продаден на MGM, а пет години по-късно Тед Търнър придобива библиотеката MGM от преди май 1986 г., както и правата върху библиотеката на a.a.p.. През 1996 г. компанията на Търнър, Turner Broadcasting System (чието подразделение на Turner Entertainment ръководи филмовата библиотека), е закупена от Time Warner (сега WarnerMedia на AT&T), която също притежава Warner Bros. Днес Warner Home Video притежава видео правата върху целите анимационни филми „Шантави рисунки“ и „Весели мелодии“ по силата на Warner Bros. и собствеността на Turner Entertainment.
От 1960 г. анимациите бяха преопаковани в няколко различни телевизионни програми, които останаха популярни в продължение на няколко десетилетия, преди да бъдат закупени от Turner Broadcasting System. Каналът на Търнър – Cartoon Network повтори анимациите от пускането им през 1992 г. до 2004 г. и отново от 2009 г. до 2017 г. „Шоуто на Шантавите рисунки“ (да не се бърка с анимационната поредица от 2011 г. със същото име), антология от началото на 2000 г., продуцирана от Warner Bros. Animation за мрежата, се излъчва от 2001 г. до 2004 г. Шоуто включваше късометражни филми от оригиналните поредици „Шантави рисунки“ и „Весели мелодии“. От 2013 г. класическите анимации продължават да се излъчват по сестринския канал на Cartoon Network, Boomerang. Различните подбрани колекции от „Шантави рисунки“ и „Весели мелодии“ са достъпни за стрийминг както в услугата за стрийминг Boomerang, така и в HBO Max.
Пет дузини късометражни филми на „Шантави рисунки“ и „Весели мелодии“ отпреди декември 1943 г. вече са публично достояние и по този начин се разпространяват свободно чрез различни неофициални издания.

## Расистки стереотипи
Някои от късометражните филми на „Шантави рисунки“ и „Весели мелодии“ вече не се излъчват по американската телевизия, нито се предлагат за продажба от Warner Bros., поради расови и етнически стереотипи на чернокожите, американските индианци, азиатците като японците (особено по време на Втората световна война, както в Tokio Jokio и Bugs Bunny Nips the Nips), китайците, германците, италианците и мексиканците. Единадесетте анимационни филми са изтеглени от разпространение през 1968 г., които на видно място са включени стереотипни черни герои (и няколко мимолетни шеги за японците, като в Coal Black and de Sebben Dwarfs и Jungle Jitters) и са известни като Цензурираните единайсет (Censored Eleven).
През 1999 г. всички анимационни филми на Спийди Гонзалес бяха премахнати от излъчването в Cartoon Network заради стереотипите им за мексиканците. Много испанци протестираха, че не са обидени, и с умиление си спомняха анимациите на Спийди Гонзалес като представяне на тяхната младост и индивидуалността на нацията; тези анимации бяха предоставени за излъчване отново през 2002 г.
В допълнение към тези известни анимации, много от анимациите на Warner Bros. съдържат мимолетни или понякога удължени гафове, които се позовават на расови или етнически стереотипи. Издаването на Looney Tunes Golden Collection: Volume 3 включва отказ от отговорност в началото на всяко DVD в тома, даден от Упи Голдбърг, което обяснява, че анимациите са продукти на своето време и съдържат расови и етнически стереотипи, които „са били погрешни тогава са погрешни днес“, но карикатурите се представят на DVD неотрязани и нецензурирани, защото „редактирането им би било същото като отричането, че стереотипите съществуват.“
Писмен отказ от отговорност, подобен на думите, изречени от Голдбърг в том 3, е показан в началото на всяко DVD издание в Looney Tunes Golden Collection: том 4, том 5 и том 6, както и в комплектите „Супер звездите на Шантави рисунки“ Looney Tunes Super Stars на Дафи Дък и Фогхорн Легхорн и „Анимационната колекция на Оскар на Уорнър Брос. Хоум Ентъртеймънт“ (Warner Bros. Home Entertainment Academy Awards Animation Collection):
| „ | Карикатурите, които предстои да видите, са продукти на своето време. Те могат да изобразят някои от етническите и расовите предразсъдъци, които са били често срещани в американското общество. Тогава тези изображения бяха погрешни и днес са погрешни. Макар че следното не представя гледната точка на Warner Bros. за днешното общество, тези карикатури се представят така, както са създадени първоначално, тъй като да се направи друго би било същото като да се твърди, че тези предразсъдъци никога не са съществували. | “ |

## Похвали

### Въведени в Националния филмов регистър
- Porky in Wackyland (1938), въведен през 2000 г.[44]
- Duck Amuck (1953), въведен през 1999 г.
- One Froggy Evening (1955), въведен през 2003 г.
- What's Opera, Doc? (1957), въведен през 1992 г.

### Оскар за най-добър късометражен анимационен филм
- Tweetie Pie' (1947)[45] (Весели мелодии)
- For Scent-imental Reasons (1949)[46] (Шантави рисунки)
- Speedy Gonzales (1955)[47] (Весели мелодии)
- Birds Anonymous (1957)[48] (Весели мелодии)
- Knighty Knight Bugs (1958)[49] (LT) (Шантави рисунки)

### Номинации за Оскар
- Swooner Crooner (1944)
- Walky Talky Hawky (1946)
- Mouse Wreckers (1949)
- From A to Z-Z-Z-Z (1954)
- Sandy Claws (1955)
- Tabasco Road (1957)
- Mexicali Shmoes (1959)
- Mouse and Garden (1960)
- High Note (1960)
- The Pied Piper of Guadalupe (1961)
- Now Hear This (1963)

## Сродни медии

### Телевизионни сериали
Сериите, маркирани със *, са компилация от по-ранните късометражни филми.
- „Шоуто на Бъгс Бъни“ (The Bugs Bunny Show)* (1960 – 2000)
- „Шоуто на Порки Пиг“ (The Porky Pig Show)* (1964 – 1967)
- „Шоуто на Бързоходеца“ (The Road Runner Show)* (1966 – 1973)
- „Шоуто на Веселите мелодии“ (The Merrie Melodies Show)* (1972)
- „Веселите мелодии с участието на Бъгс Бъни и приятели“ (Merrie Melodies Starring Bugs Bunny & Friends)* (1990 – 1994)
- „Приключенията на дребосъците“ (Tiny Toon Adventures) (1990 – 1995)
- „Тазмания“ (Taz-Mania) (1991 – 1995)
- „Шоуто на Плъки Дък“ (The Plucky Duck Show) (1992)
- „Загадките на Силвестър и Туити“ (The Sylvester & Tweety Mysteries) (1995 – 2000)
- „Бъгс и Дафи“ (Bugs 'n' Daffy)* (1995 – 1998)
- „Малките шантави рисунки“ (Baby Looney Tunes) (2001 – 2006)
- „Дък Доджърс“ (Duck Dodgers) (2003 – 2005)
- „Луди за връзване“ (Loonatics Unleashed) (2005 – 2007)
- „Шоуто на Шантавите рисунки“ (The Looney Tunes Show) (2011 – 2014)
- „Новите шантави рисунки“ (New Looney Tunes) (2015 – 2020)
- „Шантави рисунки-мисунки“ (Looney Tunes Cartoons) (2020–настояще)
- „Строителите на Бъгс Бъни“ (Bugs Bunny Builders)
- „Мистериите на Туити“ (Tweety Mysteries)

### Пълнометражни филми
- „Бъгс Бъни: Суперзвездата“ (Bugs Bunny: Superstar) (1975)
- „Бъгс Бъни и Бързоходеца“ (The Bugs Bunny/Road Runner Movie) (1979)
- „Бъгс Бъни в Шантави заешки истории“ (The Looney Looney Looney Bugs Bunny Movie) (1981)
- „Бъгс Бъни в 1001 заешки приказки“ (Bugs Bunny's 3rd Movie: 1001 Rabbit Tales) (1982)
- „Дафи Дък и фантастичния остров“ (Daffy Duck's Fantastic Island) (1983)
- „Кой натопи заека Роджър“ (Who Framed Roger Rabbit) (1988) (малки роли)
- „Дафи Дък: Квактастрофи“ (Daffy Duck's Quackbusters) (1988)
- „Шантави рисунки в залата на славата“ (The Looney Tunes Hall of Fame) (1991)
- „Космически забивки“ (Space Jam) (1996)
- „Шантави рисунки: Отново в действие“ (Looney Tunes: Back in Action) (2003)
- „Космически забивки: Нови легенди“ (Space Jam: A New Legacy) (2021)
- „Койота срещу Акме“ (Coyote vs. Acme) (2023)

### Директно на видео
- „Приключенията на дребосъците: Как прекарах ваканцията си“ (Tiny Toon Adventures: How I Spent My Vacation) (1992)
- „Летящото приключение на Туити“ (Tweety's High Flying Adventure) (2000)
- „Малките шантави рисунки: Великденски приключения“ (Baby Looney Tunes' Eggs-traordinary Adventure) (2003)
- „Шантава Коледа“ (Bah, Humduck! A Looney Tunes Christmas) (2006)
- „Шантави рисунки: Бягството на заека“ (Looney Tunes: Rabbits Run) (2015)

### Комикси

#### Dell Publishing
- „Комикси за Шантавите рисунки и Веселите мелодии“ (Looney Tunes and Merrie Melodies Comics) #1 – 165 (Dell Publishing, 1941 – 1955)
- „Бъгс Бъни“ (Bugs Bunny) #1 – 85 (Dell Publishing, 1942 – 1962)
- „Порки Пиг“ (Porky Pig) #1 – 81 (Dell Publishing, 1942 – 1962)
- „Туити и Силвестър“ (Tweety and Sylvester) #1 – 37 (Dell Publishing, 1952 – 1962)
- „Дафи Дък“ (Daffy Duck) #1 – 30 (Dell Publishing, 1953 – 1962)
- „Шантави рисунки“ (Looney Tunes) #166 – 246 (Dell Publishing, 1955 – 1962)
- „Бип, бип, Бързоходеца“ (Beep Beep The Road Runner) #1 – 14 (Dell Publishing, 1958 – 1962)

#### Gold Key Comics/Whitman
- „Бъгс Бъни“ (Bugs Bunny) #86 – 245 (Gold Key Comics/Whitman, 1962 – 1984)
- „Дафи Дък“ (Daffy Duck) #31 – 145 (Gold Key Comics/Whitman, 1962 – 1984)
- „Туити и Силвестър“ (Tweety and Sylvester) #1 – 120 (Gold Key Comics/Whitman, 1963 – 1984)
- „Порки Пиг“ (Porky Pig) #1 – 109 (Gold Key Comics/Whitman, 1965 – 1984)
- „Йосемити Сам и Бъгс Бъни“ (Yosemite Sam and Bugs Bunny) #1 – 80 (Gold Key Comics/Whitman, 1970 – 1983)
- „Бип, бип, Бързоходеца“ (Beep Beep The Road Runner) #1 – 105 (Gold Key Comics/Whitman, 1971 – 1984)
- „Шантави рисунки“ (Looney Tunes) #1 – 47 (Gold Key Comics/Whitman, 1975 – 1984)

#### DC Comics
- „Бъгс Бъни“ (Bugs Bunny) #1 – 3 (DC Comics, 1990); #1 – 3 (DC Comics, 1993)
- „Шантави рисунки“ (Looney Tunes) #1–настояще (DC Comics, 1994–настояще)

Плюс различни еднократни снимки, промоции и изяви в антологични комикси като March of Comics, Top Comics и Dell Giant са от различните издания на Western Publishing. Номерацията на изданията на Dell обикновено включва 3 – 4 изяви в комиксите на Dell Four Color.

## „Шантави рисунки“ В България
В България първоначално поредицата е излъчвана по Първа програма на Българската телевизия, а после по Ефир 2 през 1992 – 1993 г., а различните епизоди са излъчвани многократно по кабелните телевизии в средата на 90-те години на 20 век, както и в началото на 21 век с българско озвучаване. В него участва Иван Райков, който озвучава Дафи Дък.
На 10 декември 1998 г. Александра Видео разпространява 6 VHS касети със заглавието „Звездите от Космически забивки“, съдържащи филмчета с конкретни герои. Измежду тях са Бъгс, Дафи, Туити и Силвестър, Бързоходеца и Уили Койота, Таз и Марвин Марсианеца (неговата касета е с филмчета на научнофантастична тематика). Всичките филмчета са произведени през 50-те години на 20 век и са режисирани от аниматори като Чък Джоунс, Фриц Фреленг и Робърт Макимсън. Събрани заедно касетите съдържат общо 36 епизоди. Дублажът е нахсинхронен в Арс Диджитал Студио. Ролите се озвучават от артистите Даниела Йорданова, Ива Апостолова, Живка Донева, Христо Мутафчиев, Цветан Ватев, Георги Георгиев, Георги Тодоров, Иван Райков, Чавдар Монов (който е и режисьор на дублажа) и други.
На 1 октомври 2009 г. поредицата започна излъчване по Cartoon Network, преведена като „Шантавите рисунки“ и с разписание всеки ден с различни часове. Дублажът е нахсинхронен в студио „Александра Аудио“. В него участват Живка Донева, Ненчо Балабанов (Бъгс Бъни), Георги Стоянов (Дафи Дък), Живко Джуранов (Порки Пиг), Стоян Алексиев, Георги Спасов, Петър Калчев и други.
През 2013 г. се излъчват и повторения по Super7 с войсоувър дублаж, като са излъчени единствено филмчетата на Бъгс Бъни. В дублажа участват Константин Каракостов и Десислава Знаменова.